# International Federation of the Phonographic Industry
Az International Federation of the Phonographic Industry (IFPI) nemzetközi szervezet, amely világszerte a zeneipar érdekeit képviseli. A titkársága Londonban található. 75 országból több mint 1450 kiadót egyesít. Saját meghatározása szerint a célja a zenerögzítés értékének fejlesztése és reklámozása, a kiadók és zenészek érdekeinek védelme, és a zene minél szélesebb kereskedelmi célú használata. Erőteljes lépéseket foganatosítanak az illegális zenemegosztás ellen. A szervezet története 1933-ig nyúlik vissza. Több ország helyi zeneipari szövetsége az IFPI alegysége, vagy társszervezete, például Franciaországban a SNEP, Angliában a BPI, Németországban a BNVI, vagy Amerikában a RIAA.

## Külső hivatkozások
- Weboldal